# Nieuw-Bergen

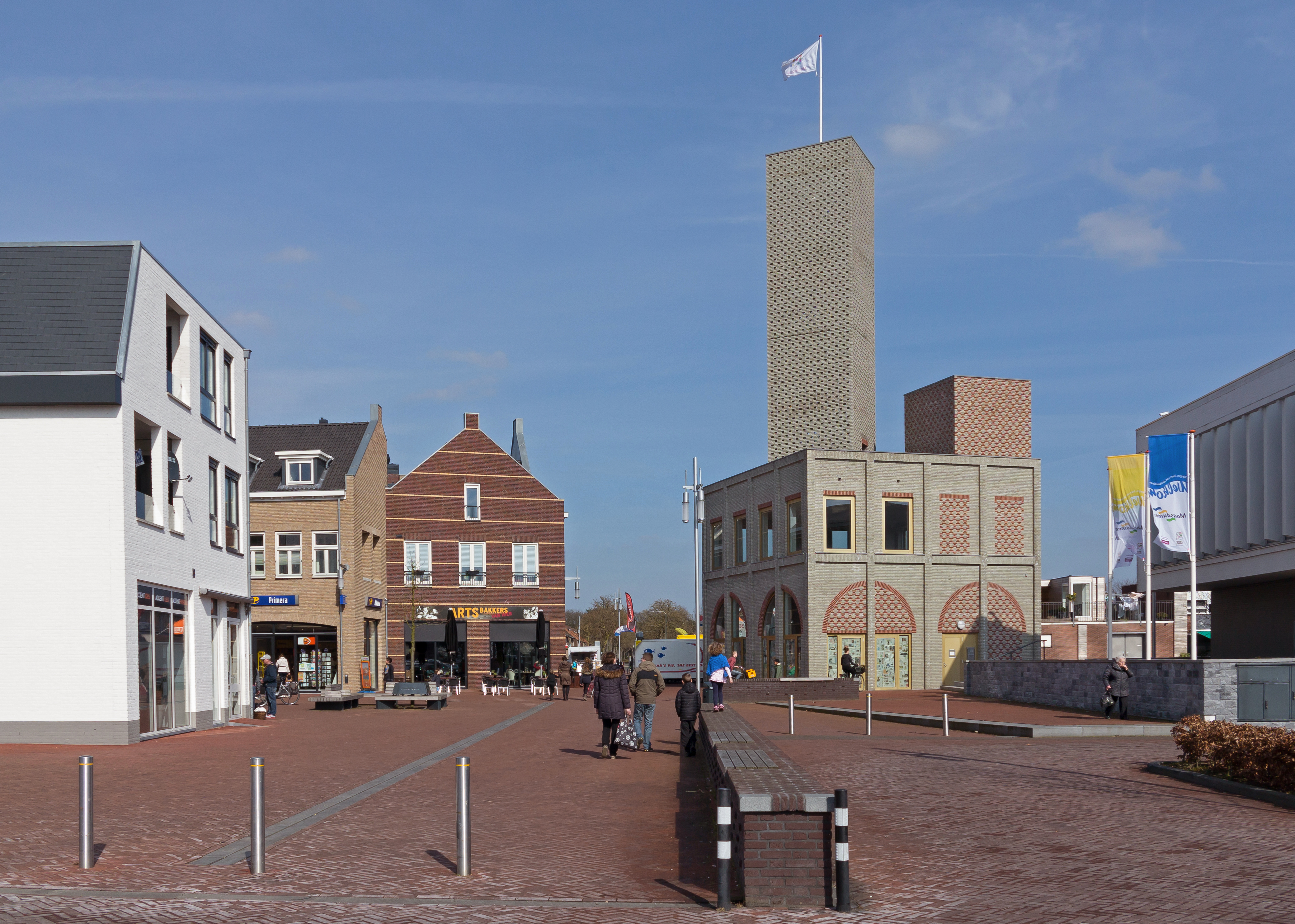
Bâtiment sur la place het Raadhuisplein

Nieuw-Bergen est un village situé dans la commune néerlandaise de Bergen, dans la province du Limbourg. Le 1er janvier 2006, Nieuw-Bergen, Bergen en Aijen comptaient ensemble 5 393 habitants.